# Апелль, Ян
Ян Апелль (швед. Jan Apell; род. 4 ноября 1969, Гётеборг) — шведский профессиональный теннисист, бывшая десятая ракетка мира в парном разряде. Победитель 9 турниров АТР (в том числе чемпионата мира АТР 1994 года) в парном разряде, обладатель Кубка Дэвиса (1994) и командного Кубка мира (1995) в составе сборной Швеции.

## Спортивная карьера
Ян Апелль начал играть в теннис в девятилетнем возрасте; другим его спортивным увлечением был флорбол (швед. innebandy) — зальная разновидность хоккея с мячом. В 1987 году в паре с Петером Нюборгом он выиграл юношеский (до 18 лет) чемпионат Швеции, а в начале следующего года стал чемпионом Швеции в парах уже среди взрослых (с Давидом Энгелем).
В профессиональных теннисных турнирах Апелль дебютировал в конце 1987 года, а с 1988 года выступал в ранге профессионала уже регулярно, выиграв свои первые парные «челленджеры» в Румиконе (Швейцария) и Шербурге (Франция), дойдя в последнем до финала и в одиночном разряде. 1989 год был омрачён травмой левой кисти, из-за которой Апелль пропустил три с половиной месяца соревнований — с мая по сентябрь.
Следующие несколько лет Апелль продолжал выступать в профессиональных турнирах невысокого уровня, выиграв несколько «сателлитов» и «челленджеров». В 1993 году, помимо четырёх побед в парных «челленджерах», он завоевал в Сеуле в паре с Нюборгом свой первый титул в основном туре АТР, а ближе к концу года дошёл в Москве до финала Кубка Еремля, победив по ходу с Юнасом Бьоркманом две пары из числа сильнейших в мире — Байрон Блэк-Джонатан Старк и Андрей Ольховский-Дэвид Адамс. Эти результаты позволили ему впервые завершить сезон в числе ста лучших теннисистов мира в парном разряде.
Пик карьеры Апелля пришёлся на 1994 год. Уже в начале сезона он дошёл с Бьоркманом до полуфинала на Открытом чемпионате Австралии, победив в четвертьфинале сильную местную пару Тодд Вудбридж-Марк Вудфорд и затем проиграв Блэку и Старку. Выиграв в феврале в Скоттсдейле (США) в паре с олимпийским чемпионом Сеула Кеном Флэком свой второй турнир АТР, он с мая уже постоянно выступал с Бьоркманом. Это сотрудничество принесло им выход в финал Открытого чемпионата Франции, куда они пробились, обыграв три из числа сильнейших пар мира, в том числе и посеянных первыми Гранта Коннелла и Патрика Гэлбрайта. В финале их остановили занимающие второе место в мировой иерархии Блэк и Старк. За остаток сезона Бьоркман и Апелль шесть раз играли в финалах турниров АТР, выиграв четыре из них, и обеспечили себе участие в чемпионате мира АТР — итоговом турнире года. Выиграв там две встречи из трёх в группе (в том числе у возглавлявшей рейтинг нидерландской пары Паул Хархёйс-Якко Элтинг), они затем победили в полуфинале Адамса и Ольховского, а в финале — Вудбриджа и Вудфорда. По ходу сезона Апелль несколько раз поднимался в парном рейтинге АТР на десятое место, но неудачные выступления на Уимблдоне и Открытом чемпионате США не позволили ему закрепиться в десятке сильнейших. Успешно сложился для Апелля год и в Кубке Дэвиса, где он впервые в карьере представлял сборную Швеции: в паре с Бьоркманом он одержал четыре победы в четырёх матчах, в том числе в полуфинале против команды США. Эта победа над Старком и Джаредом Палмером позволила шведам переломить ход финала, в котором американцы после первого дня вели со счётом 2:0, и в итоге одержать усилиями Стефана Эдберга и Магнуса Ларссона общую победу. В финале против команды России победа Бьоркмана и Апелля в пятисетовой игре против Ольховского и Кафельникова уже во второй день сделала победу шведской сборной окончательной.
Параллельно с успехами в парах у Апелля намечался прогресс и в одиночном разряде. Уже в марте 1994 года в Майами он, занимая в рейтинге место в середине второй сотни, взял верх над 19-й ракеткой мира Александром Волковым, а на предваряющем Уимблдон турнире в Queen’s Club обыграл занимавшего пятую строчку в рейтинге Горана Иванишевича и дошёл до полуфинала, где уступил сильнейшему на тот момент теннисисту мира Питу Сампрасу, войдя после этого в сотню сильнейших. В 1995 году он вышел в полуфинал в турнире АТР в Гонконге после победы над 11-й ракеткой мира Уэйном Феррейрой, а затем пробился в финал турнира категории ATP Championship Series в Штутгарте. После этого Апелль поднялся в одиночном рейтинге АТР до 62-го места. В паре с Бьоркманом за первую половину 1995 года он сыграл в трёх финалах, включая Открытый чемпионат Италии, и второй раз подряд победил на Открытом чемпионате Швеции, также выиграв ещё две встречи в Кубке Дэвиса и завоевав со сборной Швеции Кубок мира в Дюссельдорфе. В дальнейшем, однако, он получил травму плеча и после Открытого чемпионата США не выступал до конца сезона, пропустив в том числе и полуфинальный матч Кубка Дэвиса против американцев.
После травмы сотрудничество Апелля с Бьоркманом оборвалось, и если последний продолжил свой путь наверх в теннисной иерархии, то Апелль сумел за 1996 год выиграть только один турнир АТР (на Бермудских островах, где его партнёром был южноафриканец Брент Хайгарт). Этот сезон он закончил уже в мае и вернулся на корт лишь через год — в июне 1997 года. Он продолжал периодически выступать в профессиональных турнирах до начала 1999 года, на Открытом чемпионате Австралии 1998 года нанеся неожиданное поражение десятой ракетке мира Томасу Мустеру.

## Позиция в рейтинге в конце сезона
| Разряд           | 1988 | 1989 | 1990 | 1991 | 1992 | 1993 | 1994 | 1995 | 1996 | 1997 | 1998 |
| ---------------- | ---- | ---- | ---- | ---- | ---- | ---- | ---- | ---- | ---- | ---- | ---- |
| Одиночный разряд | 214  | 656  | 200  | 171  | 152  | 152  | 95   | 86   | 298  | 245  | 251  |
| Парный разряд    | 257  | 777  | 245  | 212  | 134  | 70   | 10   | 47   | 139  | 479  | 510  |

## Участие в финалах за карьеру
| Легенда                       |
| ----------------------------- |
| ATP Championship Series (0-1) |

### Одиночный разряд (0-1)
| Результат | №  | Дата         | Турнир             | Покрытие | Соперник в финале | Счёт в финале |
| --------- | -- | ------------ | ------------------ | -------- | ----------------- | ------------- |
| Поражение | 1. | 23 июля 1995 | Штутгарт, Германия | Грунт    | Томас Мустер      | 2-6, 2-6      |

### Мужской парный разряд (9-6)
| Легенда                                    |
| ------------------------------------------ |
| Большой шлем (0-1)                         |
| Чемпионат мира АТР (1-0)                   |
| ATP Championship Series, single week (0-2) |
| ATP World (8-3)                            |

| Результат | №  | Дата            | Турнир                                | Покрытие | Партнёр       | Соперники в финале               | Счёт в финале             |
| --------- | -- | --------------- | ------------------------------------- | -------- | ------------- | -------------------------------- | ------------------------- |
| Победа    | 1. | 25 апреля 1993  | Сеул, Республика Корея                | Хард     | Петер Нюборг  | Нил Броуд Гэри Мюллер            | 5-7, 7-6, 6-2             |
| Поражение | 1. | 14 ноября 1993  | Москва, Россия                        | Ковёр(i) | Юнас Бьоркман | Паул Хархёйс Якко Элтинг         | 1-6 — отказ               |
| Победа    | 2. | 27 февраля 1994 | Скоттсдейл, Аризона, США              | Хард     | Кен Флэк      | Алекс О'Брайен Сэндон Столл      | 6-0, 6-4                  |
| Поражение | 2. | 5 июня 1994     | Открытый чемпионат Франции, Париж     | Грунт    | Юнас Бьоркман | Байрон Блэк Джонатан Старк       | 4-6, 6-7                  |
| Победа    | 3. | 12 июня 1994    | Лондон (Queen’s Club), Великобритания | Трава    | Юнас Бьоркман | Тодд Вудбридж Марк Вудфорд       | 3-6, 7-6, 6-4             |
| Победа    | 4. | 10 июля 1994    | Открытый чемпионат Швеции, Бостад     | Грунт    | Юнас Бьоркман | Никлас Культи Микаэль Тилльстрём | 6-2, 6-3                  |
| Победа    | 5. | 28 августа 1994 | Скенектади, Нью-Йорк, США             | Хард     | Юнас Бьоркман | Паул Хархёйс Якко Элтинг         | 6-4, 7-6                  |
| Поражение | 3. | 16 октября 1994 | Тель-Авив, Израиль                    | Хард     | Юнас Бьоркман | Лен Бейл Джон-Лаффни де Ягер     | 7-6, 2-6, 6-7             |
| Поражение | 4. | 30 октября 1994 | Стокгольм, Швеция                     | Ковёр(i) | Юнас Бьоркман | Тодд Вудбридж Марк Вудфорд       | 3-6, 4-6                  |
| Победа    | 6. | 13 ноября 1994  | Антверпен, Бельгия                    | Ковёр(i) | Юнас Бьоркман | Хендрик Ян Давидс Себастьен Ларо | 4-6, 6-1, 6-2             |
| Победа    | 7. | 27 ноября 1994  | Чемпионат мира АТР, Джакарта          | Хард(i)  | Юнас Бьоркман | Тодд Вудбридж Марк Вудфорд       | 6-4, 4-6, 4-6, 7-65, 7-66 |
| Поражение | 5. | 21 мая 1995     | Открытый чемпионат Италии, Рим        | Грунт    | Юнас Бьоркман | Даниэль Вацек Цирил Сук          | 3-6, 4-6                  |
| Поражение | 6. | 18 июня 1995    | Лондон (Queen’s Club)                 | Трава    | Юнас Бьоркман | Тодд Мартин Пит Сампрас          | 6-7, 4-6                  |
| Победа    | 8. | 16 июля 1995    | Открытый чемпионат Швеции (2)         | Грунт    | Юнас Бьоркман | Джон Айланд Эндрю Кратцман       | 6-3, 6-0                  |
| Победа    | 9. | 21 апреля 1996  | Пейджет, Бермудские острова           | Грунт    | Брент Хайгарт | Пэт Кэш Патрик Рафтер            | 3-6, 6-1, 6-3             |

### Командные турниры (2-0)
| Результат | №  | Год  | Турнир                  | Команда                                              | Соперники в финале                              | Счёт |
| --------- | -- | ---- | ----------------------- | ---------------------------------------------------- | ----------------------------------------------- | ---- |
| Победа    | 1. | 1994 | Кубок Дэвиса, Москва    | Швеция Я. Апелль, Ю. Бьоркман, М. Ларссон, С. Эдберг | Россия А. Волков, Е. Кафельников, А. Ольховский | 4:1  |
| Победа    | 2. | 1995 | Кубок мира, Дюссельдорф | Швеция · Не играл в финале                           | Хорватия · Г. Иванишевич, С. Хиршзон            | 2:1  |